# Corynoptera apuliaensis
Corynoptera apuliaensis är en tvåvingeart som beskrevs av Werner Mohrig och Ellen Kauschke 1994. Corynoptera apuliaensis ingår i släktet Corynoptera och familjen sorgmyggor.
Artens utbredningsområde är Italien. Inga underarter finns listade i Catalogue of Life.